# Marek Dyjak
Marek Jan Dyjak (ur. 18 kwietnia 1975 w Świdniku) – polski kompozytor, piosenkarz i muzyk, wykonujący muzykę jazzową i poezję śpiewaną. Okazjonalnie aktor.
Debiutował na scenie w latach 90., biorąc udział w festiwalach i przeglądach wokalnych. W 1995 zajął drugie miejsce z utworem „Piękny instalator” na Studenckim Festiwalu Piosenki w Krakowie oraz zwyciężył na Festiwalu Artystycznego Młodzieży Akademickiej w Świnoujściu. Od 1997 wydał dwanaście albumów studyjnych.
Równocześnie z działalnością muzyczną realizuje się jako aktor, zagrał w kilku etiudach teatralnych oraz filmach i serialach telewizyjnych.

## Życiorys
Jest synem Jana Adolfa (1947–2013) i Aliny (1947–2014) Dyjaków. Jego matka była pracownikiem socjalnym i pracowała w zakładzie kaletniczym, a ojciec – kapitanem straży pożarnej. Urodził się i wychował w Świdniku wraz z dwiema siostrami, starszą o dwa lata Ewą i młodszą o sześć lat Anną. Po dziadku ze strony matki ma żydowskie korzenie. Jako dziecko interesował się muzyką, śpiewał podczas uroczystości szkolnych oraz podczas kościelnych mszy, na których udzielał się jako ministrant. W wieku siedmiu lat zaczął samodzielną naukę gry na pianinie, później także na gitarze i trąbce. Jako nastolatek przez dwa lata trenował boks w klubie Avia Świdnik. Ukończył naukę w Zespole Szkół Budowlanych w Lublinie, w klasie o profilu hydraulicznym. W tym czasie pisał swoje pierwsze wiersze.
W latach 90. uczestniczył w wielu przeglądach poezji śpiewanej, na których śpiewał wiersze Andrzeja Bursy i Rafał Wojaczka. Podczas jednego z występów został dostrzeżony przez Jana Kondraka, który wkrótce został jego mentorem. W 1995 zajął drugie miejsce ex aequo z Grzegorzem Halamą na Studenckim Festiwalu Piosenki w Krakowie, gdzie zaprezentował utwór „Piękny instalator”. Kilka miesięcy później zwyciężył na Festiwalu Artystycznego Młodzieży Akademickiej w Świnoujściu, na którym wykonał utwory „Człek zbuntowany”, „Piosenka w samą porę”, „Na krawędzi szkła” i „U Tereski Zajęczycy”, oraz zdobył drugą nagrodę na Międzynarodowym Festiwalu Wokalnym w Bydgoszczy. W 1996 wystąpił z utworami „Pieśń rezerwisty” i „Żołnierzyk i laleczka” na Festiwalu Piosenki Żołnierskiej w Kołobrzegu.
W 1997 wydał swój debiutancki album studyjny pt. Sznyty, który stworzył przy wsparciu Adama Galasa. Zagrał tylko jeden koncert z materiałem pochodzącym z płyty, po czym zakończył promocję, ponieważ nie utożsamiał się z tym wydawnictwem. Przez pół roku występował w Piwnicy pod baranami, śpiewał też podczas benefisów w Teatrze STU. W 1998 wydał album pt. Dyjak od wschodu, który traktuje jak swój debiut. W 1999 zagrał w etiudzie Walentynki. W 2000 pojawił się w roli Berbecia w filmie Adka Drabińskiego Kalipso, do którego dodatkowo stworzył muzykę. W 2001 wydał trzeci album pt. W samą porę.
W 2003 skomponował muzykę do przedstawień: Zbrodnia i kara w reżyserii Edwarda Żentary, Mistrz i Małgorzata w reż. Andrzeja Marczewskiego i Dociekania psa w reż. Krzysztofa Pyziaka. Ponadto zagrał Ślepca w Fauście, spektaklu wystawianym w Bałtyckim Teatrze Dramatycznym im. Juliusza Słowackiego w Koszalinie w reżyserii Freda Apkego. W 2004 zaczął występować w warszawskim klubie „W oparach absurdu”, wydał album pt. Ostatnia oraz zagrał klienta baru w etiudzie Łódź płynie dalej.
W 2006 wystąpił w roli Bolca w filmowej etiudzie Barnaby Bonatiego Zapach kawy. Latem 2009, rok po nieudanej próbie samobójczej, wydał album pt. Jeszcze raz, której promowanie zakończył zaledwie po kilku koncertach. W 2010 wydał album pt. Teraz. W 2011 odpowiadał za oprawę muzyczną i skomponowanie muzyki do sztuki Bracia Karamazow w reż. Janusza Opryńskiego, a także wydał dwa albumy: Publicznie i Moje fado. Drugą płytę promował singlem „Człowiek (Złota ryba)”, z którym dotarł do 18. miejsca Listy przebojów Programu Trzeciego. W 2012 premierę miał utwór „Ognia”, który nagrał wspólnie z Katarzyną Nosowską, Wojtkiem Soburą, Marcinem Zabrockim, Jarkiem Jóźwikiem i Marcinem Macukiem.
W 2013 wydał album pt. Kobiety, na którym umieścił swoje interpretacje przebojów polskich wokalistek. Album promował singlami „Atramentowa rumba” Stanisławy Celińskiej i „Sic!” Katarzyny Nosowskiej i zespołu Hey. W 2014 nakładem wydawnictwa Agora ukazała się książka pt. „Polizany przez Boga”, będąca wywiadem-rzeką z Dyjakiem, który przeprowadzili Arkadiusz Bartosiak i Łukasz Klinke. Ponadto w 2014 zagrał Ważniaka w filmie Grzegorza Królikiewicza Sąsiady oraz zaśpiewał w utworze „Codzienne refleksje” umieszczonym na albumie Pei i duetu WhiteHouse pt. Książę aka. Slumilioner.
W 2017 wydał album pt. Pierwszy śnieg, który promował singlem „Miejsca przedmioty kształty drzwi”. Do nagrania płyty zainspirował go utwór „Liczę do dwóch” zespołu Pustki. W 2018 wystąpił w roli Haśnika w serialu Rojst, a także wydał album pt. Gintrowski, na którym umieścił swoje interpretacje utworów Przemysława Gintrowskiego. W 2019 wydał album pt. Piękny instalator, zawierający m.in. nową aranżację tytułowego utworu, który wykonał 24 lata wcześniej na Studenckim Festiwalu Piosenki w Krakowie. Również w 2019 wystąpił z Erykiem Lubosem w teledysku do swojej piosenki „Człowiek (Złota ryba)”, wykorzystanej na ścieżce dźwiękowej do filmu Underdog (2019); w produkcji wykorzystano także dwa inne utwory Dyjaka – „Po tamtej stronie” (z płyty Moje fado) oraz „Na zakręcie” (Kobiety).

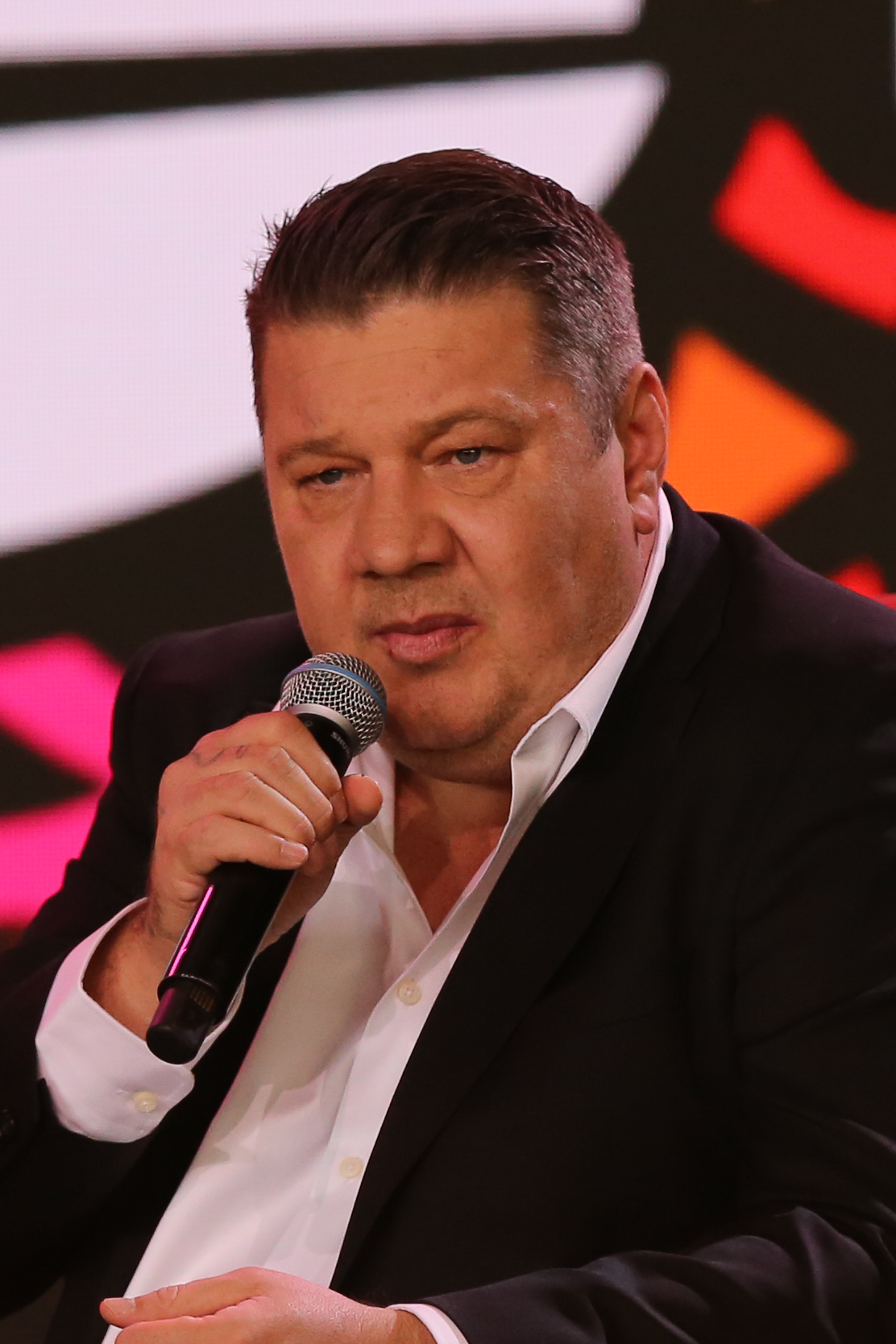
Marek Dyjak na Pol’and’Rock Festival w 2023 r.

## Charakterystyka muzyczna
Wykonuje poezję śpiewaną i utwory utrzymane w stylu jazzowym. Sam określa się siebie jako wykonawcę „polskiego fado” i nazywa się „facetem śpiewającym o miłości”. W swej twórczości często interpretuje teksty innych autorów, takich jak np. Mirosław Czyżykiewicz, Jan Kondrak, Robert Kasprzycki czy Jacek Musiatowicz.
Ze względu na chropowaty głos porównywany jest do Toma Waitsa.
Występuje solowo bądź z zespołem sygnowanym własnym nazwiskiem, w którym grają: Jerzy Małek (trębacz), Zdzisław Kalinowski (pianista), Łukasz Borowiecki (kontrabasista), Arkadiusz Skolik (perkusista).

## Życie prywatne
Deklaruje się jako osoba wierząca w Boga. Otwarcie mówi o swej chorobie alkoholowej. W 2008 przeżył próbę samobójczą, niedługo później został abstynentem.
Dwukrotnie rozwiedziony. W 1999 poślubił Katarzynę Michalską, z którą ma córkę Olgę (ur. 2000). W 2019 odnowił relację z córką, z którą przez ok. 20 lat nie miał kontaktu. W latach 2008–2011 był żonaty z Aleksandrą Winiarską, następnie związał się z Ewą. Mieszka w Chełmie.
Należy do Polskiego Związku Wędkarstwa. Założył klub sportowy „Potop Natolin” dla lokalnej młodzieży, której uczył podstaw boksu.

## Publikacje
- Arkadiusz Bartosiak, Marek Dyjak, Łukasz Klinke; Polizany przez Boga; Agora, Kayah; Warszawa 2014[50]

## Dyskografia
Albumy
| Rok  | Album               | Certyfikat          |
| ---- | ------------------- | ------------------- |
| 1997 | Sznyty              |                     |
| 1998 | Dyjak od wschodu    |                     |
| 2001 | W samą porę         |                     |
| 2004 | Ostatnia            |                     |
| 2009 | Jeszcze raz         |                     |
| 2010 | Teraz               |                     |
| 2011 | Publicznie          |                     |
| 2011 | Moje fado           | - ZPAV: złota płyta |
| 2013 | Kobiety             |                     |
| 2017 | Pierwszy śnieg      |                     |
| 2018 | Gintrowski          |                     |
| 2019 | Piękny instalator   |                     |
| 2021 | Na wzgórzu rozpaczy |                     |

Single
| „Człowiek (Złota ryba)”                                                                                | 2011 | 18 | Moje fado          |
| „Ognia” (Katarzyna Nosowska, Marek Dyjak, Wojtek Sobura, Marcin Zabrocki, Jarek Jóźwik i Marcin Macuk) | 2012 | 14 | Męskie Granie 2012 |
| „Atramentowa rumba”                                                                                    | 2013 | 25 | Kobiety            |
| „Sic!”                                                                                                 | 2013 | 31 | Kobiety            |
| „Miejsca przedmioty kształty drzwi”                                                                    | 2017 | 44 | Pierwszy śnieg     |
| „–” singel nie był notowany.                                                                           |      |    |                    |

Inne
| Album                                                                   | Rok  | Utwór | Źródło |
| ----------------------------------------------------------------------- | ---- | --- | ------ |
| Męskie Granie 2012 (kompilacja różnych wykonawców)                      | 2012 | Marek Dyjak – „Człowiek (Złota Ryba)” Marek Dyjak – „Piosenka w samą porę” Marek Dyjak – „Dziwna okolica” Katarzyna Nosowska, Marek Dyjak, Wojtek Sobura, Marcin Zabrocki, Jarek Jóźwik i Marcin Macuk – „Ognia” | [ 53 ] |
| Męskie Granie 2014 (kompilacja różnych wykonawców)                      | 2014 | Molesta Ewenement, Marek Dyjak – „Człowiek (Złota ryba)” | [ 54 ] |
| Peja, WhiteHouse – Książę aka. Slumilioner                              | 2014 | „Codzienne refleksje” (gościnnie: Marek Dyjak) | [ 55 ] |
| Grzegorz Ciechowski spotkanie z legendą (kompilacja różnych wykonawców) | 2015 | Marek Dyjak – „Nieustanne tango” | [ 56 ] |

## Teledyski
| Tytuł                                                                                                  | Rok  | Reżyseria      | Album              | Źródło |
| --- | ---- | -------------- | ------------------ | ------ |
| „Człowiek (Złota ryba)”                                                                                | 2011 | –              | Moje Fado          | [ 57 ] |
| „Ognia” (Katarzyna Nosowska, Marek Dyjak, Wojtek Sobura, Marcin Zabrocki, Jarek Jóźwik i Marcin Macuk) | 2012 | Marta Kacprzak | Męskie Granie 2012 | [ 58 ] |

## Filmografia
- „Walentynki” (etiuda, 1999)[23]
- „Kalipso” (film fabularny, 2000, jako Berbeć, wykonanie muzyki)[23]
- „Łódź płynie dalej” (etiuda, 2004, jako klient baru)[23]
- „Zapach kawy” (etiuda, 2008, jako Bolec)[23]
- „Bracia Karamazow” (spektakl telewizyjny, 2012, muzyka)[23]
- „Świętokrzyskie sztetle” (film dokumentalny, 2012, muzyka)[23]
- „Sąsiady” (film fabularny, 2014, jako Ważniak)
- „Rojst” (serial, 2018, jako Haśnik)[23]
- „Jak zostałem gangsterem – historia prawdziwa” (film fabularny, 2019 jako agent CBŚ)
- „Wielka woda” (serial, 2022, jako diler)